# Mistrzostwa Francji w Skokach Narciarskich 2017
Mistrzostwa Francji w Skokach Narciarskich 2017 – zawody o mistrzostwo Francji w skokach narciarskich na igielicie, które odbyły się w dniu 22 lipca 2017 roku w Chaux-Neuve na obiekcie La Côté Feuillée. Zmagania kobiet odbyły się 21 października na skoczni normalnej Tremplin du Praz w Courchevel.
Zawody początkowo planowano rozegrać w marcu 2017, ale nie doszły wówczas do skutku z powodu niesprzyjających warunków pogodowych.
W konkursie indywidualnym mężczyzn triumfował startujący gościnnie reprezentant Szwajcarii Killian Peier, ale ze względu na jego narodowość tytuł mistrza został przyznany uplasowanemu na drugiej pozycji Paulowi Brasme. Srebrny medal zdobył trzeci w zawodach Vincent Descombes Sevoie, a brązowy – piąty Maxime Laheurte. W zawodach wystartowało 34 zawodników, w tym 30 Francuzów.
W zawodach drużynowych wystartowało 6 zespołów reprezentujących 4 lokalne związki. Zwyciężyła w nim drużyna Mont Blanc, przed zespołami reprezentującymi Wogezy i Jurę.
Konkurs o mistrzostwo kraju w kategorii kobiet wygrała Lucile Morat. Drugi stopień podium wywalczyła sobie Léa Lemare przegrywając o zaledwie osiem punktów. Podium uzupełniła Romane Dieu znacznie już odstając od dwóch pierwszych skoczkiń. Na starcie zawodów pojawiło się 12 zawodniczek.

## Wyniki

### Konkurs indywidualny mężczyzn [22.07.2017]
| Miejsce | Zawodnik                 | Klub                | Skok 1  | Skok 2  | Punkty |
| ------- | ------------------------ | ------------------- | ------- | ------- | ------ |
| 1.      | Killian Peier            | SC Vallee de Joux   | 109,5 m | 110,5 m | 241,9  |
| 2.      | Paul Brasme              | US Ventron          | 111,0 m | 109,0 m | 239,4  |
| 3.      | Vincent Descombes Sevoie | Douanes - Chamonix  | 108,0 m | 110,5 m | 237,7  |
| 4.      | Olan Lacroix             | SC Les Diablertes   | 106,0 m | 105,5 m | 226,1  |
| 5.      | Maxime Laheurte          | Douanes - Gérardmer | 101,5 m | 109,0 m | 221,8  |
| 6.      | Jonathan Learoyd         | CS de Courchevel    | 103,0 m | 106,5 m | 220,9  |
| 7.      | Thomas Roch Dupland      | SC Saint-Gervais    | 104,5 m | 105,5 m | 220,4  |
| 8.      | Laurent Muhlethaler      | SC Prémanon         | 103,5 m | 104,0 m | 214,4  |
| 9.      | Mathis Contamine         | CS de Courchevel    | 99,0 m  | 103,5 m | 204,4  |
| 10.     | Alessandro Batby         | CS de Courchevel    | 100,0 m | 103,5 m | 204,2  |

### Konkurs indywidualny kobiet [21.10.2017]
| Miejsce | Zawodnik           | Klub                | Skok 1 | Skok 2 | Punkty |
| ------- | ------------------ | ------------------- | ------ | ------ | ------ |
| 1.      | Lucile Morat       | CS de Courchevel    | 94,0 m | 93,0 m | 250,2  |
| 2.      | Léa Lemare         | CS de Courchevel    | 90,5 m | 93,0 m | 241,7  |
| 3.      | Romane Dieu        | CS de Courchevel    | 92,5 m | 87,5 m | 219,5  |
| 4.      | Joséphine Pagnier  | RC Chaux-Neuve      | 96,0 m | 88,0 m | 202,0  |
| 5.      | Océane Paillard    | Mt. Olympus SC      | 87,0 m | 83,5 m | 201,0  |
| 6.      | Océane Avocat Gros | ASPTT Annemasse     | 86,0 m | 84,5 m | 200,5  |
| 7.      | Julia Clair        | SC Xonrupt          | 87,5 m | 81,0 m | 193,5  |
| 8.      | Coline Mattel      | Douanes - Contamine | 81,0 m | 77,5 m | 175,0  |
| 9.      | Léna Brocard       | US Autrannai        | 77,0 m | 80,0 m | 169,5  |
| 10.     | Marine Bressand    | CS Chamonix         | 76,5 m | 73,5 m | 153,0  |
| 11.     | Emma Tréand        | Mt. Olympus SC      | 69,0 m | 68,5 m | 125,0  |
| 12.     | Emma Rougeron      | SC Contamine        | 64,5 m | 65,0 m | 109,5  |

### Konkurs drużynowy mężczyzn [22.07.2017]
| Miejsce | Zespół                                                                                 |
| ------- | -------------------------------------------------------------------------------------- |
| 1.      | Mont Blanc Vincent Descombes Sevoie François Braud Brice Ottonello Thomas Roch Dupland |
| 2.      | Wogezy I Antoine Gérard Maxime Laheurte Naokin Jacquel Paul Brasme                     |
| 3.      | Jura I Jason Lamy Chappuis Adrien Caron Edgar Vallet Laurent Muhlethaler               |
| 4.      | Sabaudia Alessandro Batby Jonathan Learoyd Tim Bernoud Mathis Contamine                |
| 5.      | Wogezy II Loïc Didier Lilian Vaxelaire Thomas Spenner Nicolas Didier                   |
| 6.      | Jura II Mael Tyrode Tom Balland Gaël Blondeau Hugo Buffard                             |